# 大願寺 (加須市)
大願寺（だいがんじ）は、埼玉県加須市にある真言宗智山派の寺院。

## 歴史
創建年代は不明である。ただ1789年（寛政元年）寂の法印快勝によって中興されたことから、その頃までには既に存在していたものと推測される。同市南篠崎の普門寺の末寺である。
当寺の本尊は薬師如来であるが、秘仏である。12年に一度寅年に開帳される。

## 交通アクセス
- 路線バス川口一丁目停留所より徒歩13分。